# دلاورکلا (گتاب)
دلاورکلا یک روستا در ایران است که در دهستان گتاب شمالی شهرستان بابل واقع شده‌است. دلاورکلا ۸۸۰ نفر جمعیت دارد.